# ¿Ni vencedores ni vencidos?
 ¿Ni vencedores ni vencidos?  es una película documental de Argentina dirigida por Naum Spoliansky y Alberto Cabado según el guion de Daniel Mallo y Horacio de Dios sobre un preguion de Ernesto Sabato que se produjo entre 1968 y 1970 y estrenó el 27 de julio de 1972. 
Edgardo Suárez, el locutor en el filme, es conocido por haber sido el locutor del acto partidario del 20 de junio de 1973 realizado con motivo del retorno al país de Juan Domingo Perón, acompañado por una comitiva entre la que estaba el presidente Héctor José Cámpora, que desembocó en el enfrentamiento armado llamado la Masacre de Ezeiza y que desde el palco de los organizadores alternaba los llamados a la tranquilidad con el conductor del acto Leonardo Favio.

## Prohibición y autorización
Un decreto del presidente de facto Roberto Marcelo Levingston prohibió la exhibición del filme fundándose en el estado de sitio entonces vigente y “para asegurar la tranquilidad pública”. En mayo de 1972 la Corte Suprema de la Nación dejó sin efecto la prohibición, afirmando Manrupe y Portela que lo hizo “con la obvia intención del gobierno de Lanusse por mostrar el lado oscuro de Perón y el peronismo”.

## Sinopsis
Documental político sobre el período que transcurre desde comienzos del siglo XX hasta 1955 con material de archivo del Archivo General de la Nación y del noticiero  Sucesos Argentinos .

## Premio
Este primer y único largometraje de Spoliansky fue galardonado con Medalla de Oro en el XII Certamen Internacional de Cine documental de Bilbao, España de 1970.

## Reparto
- Edgardo Suárez …Locutor

## Comentarios
En La Opinión escribió Agustín Mahieu:

”Un documento más emotivvo que crítico., donde triunfa la elocuencia de las imágenes. No tiene en su presunta objetividad documental, una definición ideológica y política manifiesta.”

También en La Opinión escribió Luis Guagnini:

”Una película frondi-oficialista híbrida sobre el justicialismo…trata de mantener un delicado equilibrio que no irrite demasiado a ningún sector. Una buena receta, también, para no conformar a nadie.”

Manrupe y Portela dicen:

”Repaso sobre la historia argentina en apariencia objetivo pero definitivamente antiperonista.”